# Amore, piombo e furore
Amore, piombo e furore (internationaler Titel: China 9, Liberty 37) ist ein Italowestern aus dem Jahr 1978. Er war im deutschen Sprachraum nicht zu sehen.

## Inhalt
Clayton Drumm, ein Cowboy, der für Geld jeden Job übernimmt, kann sich in letzter Minute vor dem Strick bewahren, indem er einwilligt, einen Auftrag für eine Eisenbahngesellschaft zu übernehmen. Der Siedler Matthew Sebanek weigert sich, sein Land der Gesellschaft zu verkaufen; Drumm soll ihr die Probleme vom Halse schaffen.
Drumm reitet zur Ranch, wo er nicht nur den Besitzer, sondern auch dessen schöne junge Frau Catherine antrifft, die sich – gelangweilt und sexuell frustriert – zu Drumm hingezogen fühlt und sich in ihn verliebt. Auch ihr Mann freundet sich mit ihm an. Als Sebanek herausfindet, dass seine Frau mit ihm schläft, verprügelt er sie; Catherine wehrt sich, schießt auf ihren Mann und flieht mit Drumm im Glauben, ihren Mann getötet zu haben. Der schwer verletzte Sebanek erholt sich jedoch und jagt mit seinen Brüdern dem Paar hinterher. Währenddessen hat sich die von Drumm um ihr Ziel betrogene Eisenbahngesellschaft dazu entschlossen, mit der Hilfe von Killern ihre Probleme durch Eliminierungen zu lösen. Drumm kehrt mit Catherine zu Sebanek zurück, um zusammen mit ihm seinen Landbesitz zu verteidigen. Nach dem Gelingen reitet Drumm davon.

## Kritiken
„Der Italo-Western-Versuch von Monte Hellman ist Geschmackssache. Sowieso nur den wenigsten bekannt, ist er für einige ein überzeugender und ungewöhnlicher Western, für die meisten Anderen allerdings einfach nur zum Gähnen langweilig.“

- Hal Erickson schreibt im All Movie Guide: „Der Film ist ein Mittelding zwischen den Hollywood-Studio-Filmen und dem Italowestern, allerdings mit den besten Elementen beider Teile.“[1]

## Bemerkungen
- Der internationale Filmtitel gibt die Entfernung von Sebaneks Ranch zu den nächstgelegenen Orten an.
- In einigen (europäischen) Prints wird aus rechtlichen Gründen Tony Brandt (eigentlich: Antonio Brandt, * 13. Juni 1930 in Rom) als Regisseur angegeben; Brandt arbeitete viele Jahre als Script Supervisor und Regieassistent, wie auch bei diesem Film.[2]
- In einer Nebenrolle ist Regisseur Sam Peckinpah zu sehen.
- Der Filmsong China 9 love ballad wird von Ronee Blakley gesungen.
- 2010 produzierte die Deutsche Mangofilm GmbH mit Snowblind ein No-Budget-Remake im Green-Screen-Verfahren, das die Handlung in einem postapokalyptischen 1968 ansiedelt.